# NGC 2606
NGC 2606 è una lontana e vasta galassia a spirale situata nella costellazione dell'Orsa Maggiore, a una distanza di circa 646 milioni di anni luce dalla nostra Via Lattea.

## Scoperta
La galassia è stata scoperta il 16 febbraio 1831 dall'astronomo britannico John Herschel.

## Descrizione
NGC 2606 è una galassia attiva caratterizzata da righe di emissione ottiche strette, abbreviata in NLAGN, acronimo dell'inglese narrow-line active galactic nucleus.
Il database SIMBAD, identifica NGC 2603 con NGC 2606 e le considera un'unica galassia.